# Parapercis ommatura
Parapercis ommatura és una espècie de peix de la família dels pingüipèdids i de l'ordre dels perciformes.

## Descripció
- Fa 11 cm de llargària màxima.[7][8]

## Hàbitat i distribució geogràfica
És un peix marí, demersal i de clima subtropical, el qual viu al Pacífic nord-occidental: des del sud del Japó fins a la Xina (incloent-hi Hong Kong) i Taiwan.

## Observacions
És inofensiu per als humans.